# Servicio de Salud Concepción
El Servicio de Salud Concepción pertenece al Sistema Nacional de Servicios de Salud en la región del Biobío. Es uno de los 29 existentes a nivel nacional, se le otorgó atender a un total de 683,000 habitantes en su área de cobertura. Esta población se distribuye en ocho comunas, siendo Concepción con 231,300 habitantes, Chiguayante con 141,500 habitantes, Coronel con 113,800 habitantes, San Pedro de la Paz con 103,100 habitantes, Lota con 46,400 habitantes, Hualqui con 23,900 habitantes, Santa Juana con 13,600 habitantes y Florida con 9,600 habitantes. Es un organismo estatal, funcionalmente descentralizado, dotado de personalidad jurídica y patrimonio propio, que tiene a su cargo la articulación, gestión y desarrollo de la red asistencial correspondiente, para la ejecución de las acciones integradas de fomento, protección y recuperación de la salud y rehabilitación de las personas enfermas. Para la realización de las referidas acciones, la naturaleza y funciones del Servicio se basan en el Decreto Ley 2763 de 1979. Es el continuador legal en su territorio asignado, de lo que hasta 1979 correspondía al Servicio Nacional de Salud y el Servicio Médico Nacional de Empleados.
Su director es el Ingeniero Víctor Valenzuela Álvarez, El subdirector de Gestión Asistencial es el Dr. Javier Gamboa Melgarejo y el Subdirector de Gestión y Desarrollo de las Personas es el Ingeniero David Nova Chávez. 

## Organización
Red Asistencial del Servicio de Salud Concepción está conformada por:
- 3 hospitales: Hospital Regional de Concepción, Hospital Traumatológico de Concepción y Hospitales de Lota y Coronel.

- 12 Centros de Salud Familiar (CESFAM).

- 4 Centros de Salud de Alta Resolutividad (SAR).

- 6 Servicios de Atención Primaria de Urgencia (SAPU).

- 17 Centros Comunitarios de Salud Familiar (CECOSF).

- 4 Postas de Salud Rural.